# Amanita parvipantherina
Amanita parvipantherina là một loài nấm chỉ mọc ở Vân Nam, Trung Quốc. Nó có mối quan hệ chặt chẽ với thông Vân Nam (Pinus yunnanensis). Nó tạo thể quả vào tháng 7 và tháng 8.
Loài này khá giống với loài Amanita pantherina.